# Canottieri Padova
La Canottieri Padova è una società di Canoa/Kayak, canottaggio e Tennis di Padova; fondata nel 1909 da un gruppo di soci della Rari Nantes Patavium.
La società dispone di una squadra agonistica di Canoa/Kayak, seguita dagli allenatori Giacomo Bozzato e Tullio Malusà per le categorie agonistiche, e da Luca Benetazzo per le categorie giovanili e amatoriali. È attiva anche una squadra agonistica di Canottaggio, allenata da Alberto Rigato e, per il settore giovanile, da Marta Basilicata. Il settore Tennis è affidato alla ASD Tennis Palladio e al Maestro Enrico Bettini, che con il suo staff coordina sia le squadre giovanili sia le categorie agonistiche.

## Atleti di rilievo
- Luca Beccaro, campione mondiale junior di canoa nel 2015
- Andrea Facchin, medaglia di bronzo olimpica nella canoa a Pechino 2008
- Piero Carletto, campione europeo di canottaggio nel 1985
- Carlotta Baratto, prima campionessa mondiale nella storia del canottaggio femminile italiano (2003)
- Rossano Galtarossa, medaglia d'oro olimpica nel canottaggio a Sydney 2000, medaglia di bronzo olimpica a Barcellona 1992 e ad Atene 2004, medaglia d'argento olimpica a Pechino 2008
- Asia Maregotto, campionessa del mondo di canottaggio under23 nella specialità del quattro di coppia
- Luca Chiumento, argento olimpico nel 4 di coppia Olimpiadi di Parigi 2024
- Alessandra Patelli, doppio argento mondiale nel canottaggio

## Onorificenze
- Stella d'oro al merito sportivo[1]
- Collare d'oro al merito sportivo[2]